# Conor Sheehan

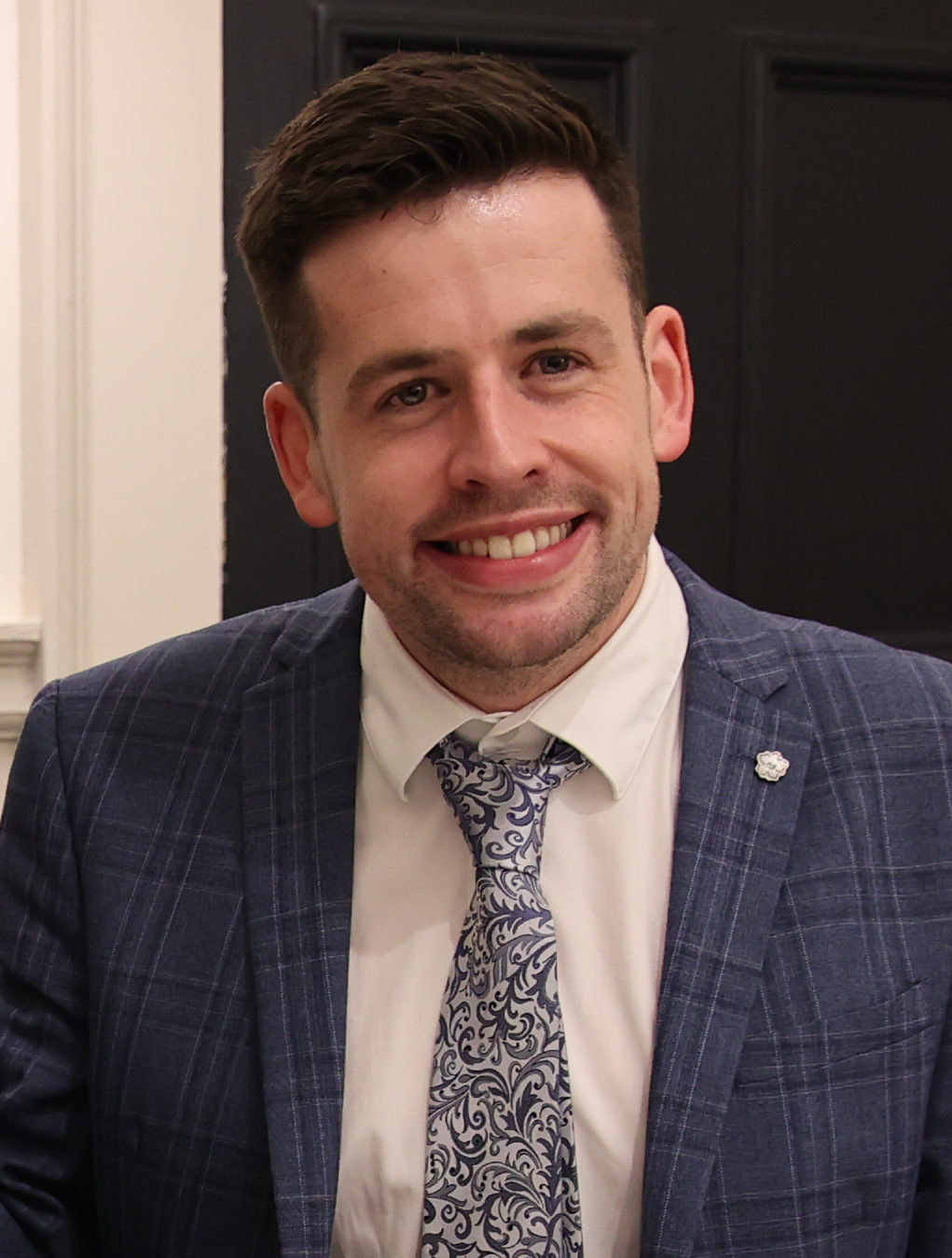
Conor Sheehan (2024)

Conor Sheehan (* 15. Juni 1993 in Limerick, Irland) ist ein irischer Politiker der Irish Labour Party, für die er als Teachta Dála im Dáil Éireann, dem Unterhaus des Oireachtas, sitzt.

## Leben
Sheehan studierte am Mary Immaculate College Germanistik und Romanistik und an der Dublin City University Journalismus. 
2019 wurde er in den Limerick City and County Council gewählt und konnte bei den Wahlen zum Dáil Éireann 2024 für die Labour Party im Wahlkreis Limerick City einen Sitz erringen.

## Privates
Sheehan bekennt sich als offen homosexuell.